# Csongno-ku
Csongno-ku (hangul: 종로구, handzsa: 鐘路區, RR: Jongno-gu) Szöul 25 kerületének egyike. Nevének jelentése „harangút”, mivel régen itt volt megtalálható a közeli kapu (Doszongmun (Doseongmun), 도성문) nyitását és zárását jelző harangtorony. Ezt az utat 1398 óta nevezték Csongnó (Jongnó)nak.

## Tongok(Dongok)
- Csongno-1.2.3.4 ka-tong (Jongno-1.2.3.4 ga-dong) (종로1.2.3.4가동 鍾路1.2.3.4街洞)
- Csongno-5.6 ka-tong (Jongno-5.6 ga-dong) (종로5.6가동 鍾路5.6街洞)
- Cshangsin 1-tong (Changsin 1-dong) (창신1동 昌信洞)
- Cshangsin 2-tong (Changsin 2-dong) (창신2동 昌信洞)
- Cshangsin 3-tong (Changsin 3-dong) (창신3동 昌信洞)
- Cshongunhjodzsa-tong (Cheongunhyoja-dong) (청운효자동 淸雲孝子洞)
- Hjehva-tong (Hyehwa-dong) (혜화동 惠化洞)
- Ihva-tong (Ihwa-dong) (이화동 梨花洞)
- Kjonam-tong (Gyonam-dong) (교남동 橋南洞)
- Kahö-tong (Gahoe-dong) (가회동 嘉會洞)
- Muak-tong (Muak-dong) (무악동 毋岳洞)
- Puam-tong (Buam-dong) (부암동 付岩洞)
- Phjongcshang-tong (Pyeongchang-dong) (평창동 平倉洞)
- Szadzsik-tong (Sajik-dong) (사직동 社稷洞)
- Szamcshong-tong (Samcheong-dong) (삼청동 三淸洞)
- Szungin 1-tong (Sungin 1-dong) (숭인1동 崇仁洞)
- Szungin 2-tong (Sungin 2-dong) (숭인2동 崇仁洞)

## Nevezetességek
Szöul központi kerületeként számos nevezetesség található itt, például a Pukcshon (Bukchon ) hanokfalu, az antik piacairól híres Insza-tong (Insa-dong), a Thapkol (Tapgol) park, a királyi paloták és a Csongmjo (Jongmyo)-szentély. Ugyancsak itt található a Cshonggjecshon (Cheonggyecheon) patak, valamint a Tongdemun (Domgdaemun) kapu.